# NGC 6800
NGC 6800 في الفهرس العام الجديد، هي مجرة، تقع في كوكبة الثعلب. اكتشفت في 10 سبتمبر 1784 بواسطة ويليام هيرشل.

## روابط خارجية
- NGC 6800 على موقع ويكي سكاي: DSS2, SDSS, GALEX, IRAS, Hydrogen α, X-Ray, Astrophoto, Sky Map, Articles and images